# Krauss-Maffei M 400 C
Die Typenreihe M 400 C von Krauss-Maffei ist eine normalspurige Rangierlokomotive für den mittleren Verschub- und Streckendienst mit dieselhydraulischem Antrieb, etwa 400 PS Leistung und drei Achsen (Achsfolge C). Sie wurde Anfang der 1960er Jahre entwickelt.

## Entwicklung
Die Lokomotive zählt zur vierten Nachkriegsgeneration von Krauss-Maffei-Lokomotiven. Das M in ihrer Bezeichnung entspricht in etwa der Motorleistung.
Die Lokomotiven wurden aus den vorher gelieferten Maschinen der zweiten und dritten Generation entwickelt.
Die Lokomotiven wurden hauptsächlich für Industriebetriebe entwickelt, um dort die letzten Dampflokomotiven abzulösen. Vier Lokomotiven wurden mit einer Motorleistung von 350 PS mit explosionsgeschützter Ausführung an die Firmen
- Dynamit Nobel in Kassel eine Lokomotive,
- Raffinerie Burghausen eine Lokomotive,
- Hibernia AG eine Lokomotive und
- Lonza Werke GmbH in Waldshut-Tiengen eine Lokomotive geliefert.

Die ersten beiden 1965 gelieferten Lokomotiven hatten ebenfalls 350 PS Motorleistung und gingen an MAN und die Klöckner-Mannstaedt-Werke in Troisdorf. Die restlichen Maschinen hatten eine Motorleistung von 400 PS, davon ging eine an die Moselbahn, drei verblieben beim Hersteller und wurden vermietet.

## Technik
Die Lokomotive gehört einer Serie von Lokomotiven mit kompatiblen Bauteilen an. Die Lokomotive besitzt einen Mittelführerstand mit einem größeren Vorbau für den Dieselmotor und einem kleineren für die Hilfsbetriebe. Der vordere Vorbau ist etwas abgeschrägt, um die Sicht für den Lokführer zu verbessern. Der starre Lokrahmen ruht mittels Gummischeibenfedern auf den Achsen und ist als Außenrahmen ausgeführt. Im vorderen Teil des Führerstandes befindet sich ein Schaltschrank, zu beiden Seiten die Bedienelemente für die Steuerung der Lok. Der Aufstieg ist hinter den Bedienelementen platziert.
Die Maschinenanlage besteht aus einem Sechszylinder-Viertakt-Dieselmotor von MAN, der wahlweise auf 350 PS oder 400 PS eingestellt werden konnte, wobei 40 PS für die Hilfsbetriebe notwendig sind. Der Motor gab seine Kraft an ein Strömungswendegetriebe ab, dieses besaß jeweils einen Strömungswandler für je eine Fahrtrichtung. Diesem Strömungsgetriebe war ein mechanisches Stufengetriebe mit pneumatischer Schaltung angeschlossen. Jedes Rad der Lokomotive wird einzeln mit selbstnachstellenden Scheibenbremsen abgebremst.

## Einsatz

### DEG V 42
Die Lokomotive wurde an die Albtal-Verkehrs-Gesellschaft vermietet, wo sie ein halbes Jahr blieb. Dann wurde sie für drei Monate an die Hibernia AG vermietet, bis sie Ende 1969 an die Moselbahn verkauft wurde. Die Lokomotive blieb 15 Jahre, hatte den Status einer Reservelokomotive und wurde zur Personalschulung verwendet. 1987 wurde die Lok an die Rütgerswerke in Duisburg verkauft, wo sie eine Funkfernsteuerung erhielt. Die Lok verblieb hier über 30 Jahre. Der letzte Datenbankeintrag datiert aus dem Jahr 2019.